# Коричневый карлик

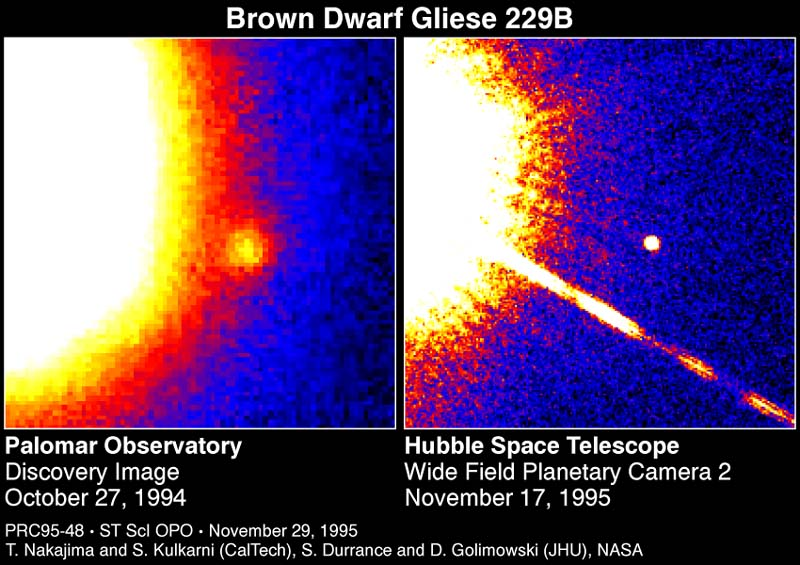
Изображение коричневого карлика Глизе 229 B

Коричневые карлики (или бурые карлики) — субзвёздные объекты, которые обладают промежуточными физическими характеристиками между планетами и звёздами. Их масса лежит в диапазоне приблизительно от 0,013 до 0,075 M⊙. Коричневые карлики могут поддерживать термоядерные реакции в своих недрах, но мощность реакций в них никогда не сравнивается с их собственной светимостью, поэтому такие объекты не выходят на постоянную светимость, как звёзды, а сжимаются и тускнеют.
Коричневые карлики имеют очень низкую светимость и температуру: светимость составляет менее 0,04 L⊙, а обычно — на порядки меньше; температура не превышает 2800 K, а у самых холодных коричневых карликов — около 300 K. Радиус коричневых карликов, вне зависимости от их массы, близок к радиусу Юпитера. В центральных областях некоторое время происходят термоядерные реакции: ядерное горение дейтерия может идти даже в самых легких коричневых карликах, а более массивные способны поддерживать ядерное горение лития и даже ядерное горение водорода. Однако дейтерий и литий быстро исчерпываются, а горение водорода в коричневых карликах быстро прекращается, в отличие от звёзд.
Несмотря на эти отличия коричневых карликов от звёзд и планет, отличить эти объекты друг от друга на практике бывает затруднительно. Самые массивные и молодые коричневые карлики имеют светимость, сравнимую с самыми тусклыми звёздами, а старые и легкие схожи с планетами-гигантами. В первом случае для определения типа объекта можно измерить количество лития, который звёзды расходуют быстрее коричневых карликов, а во втором — ускорение свободного падения у поверхности, которое у коричневых карликов значительно больше, чем у планет. Коричневые карлики могут принадлежать к одному из четырёх спектральных классов (приведены в порядке убывания температуры): M, L, T, Y. К первым двум классам также могут принадлежать легкие звёзды.
Коричневые карлики в основном формируются так же, как и звёзды: путём коллапса молекулярных облаков, хотя возможно, что легкие коричневые карлики формируются, как планеты, в массивных околозвёздных дисках. Во втором случае они должны иметь твёрдое ядро и должны быть способны поддерживать термоядерные реакции. Как и звёзды, после формирования коричневые карлики некоторое время поддерживают горение дейтерия, а после его исчерпания выделяют энергию за счёт сжатия. В отличие от звёзд, коричневые карлики не выходят на главную последовательность, где они достигали бы равновесия за счёт термоядерных реакций, а прекращают сжатие из-за вырождения вещества и кулоновского отталкивания. Предположительно, в конце своей эволюции, лишившись источников энергии, коричневые карлики продолжают тускнеть, превращаясь в чёрных карликов.
Существование коричневых карликов предсказал теоретически Шив Кумар в 1963 году, а в 1995 году они были обнаружены; первым подтверждённым считается Глизе 229 B. В дальнейшем теоретические модели коричневых карликов улучшались, а инфракрасные обзоры неба привели к открытию большого их числа. На 2019 год известно более 11 тысяч таких объектов.

## Характеристики

### Определение

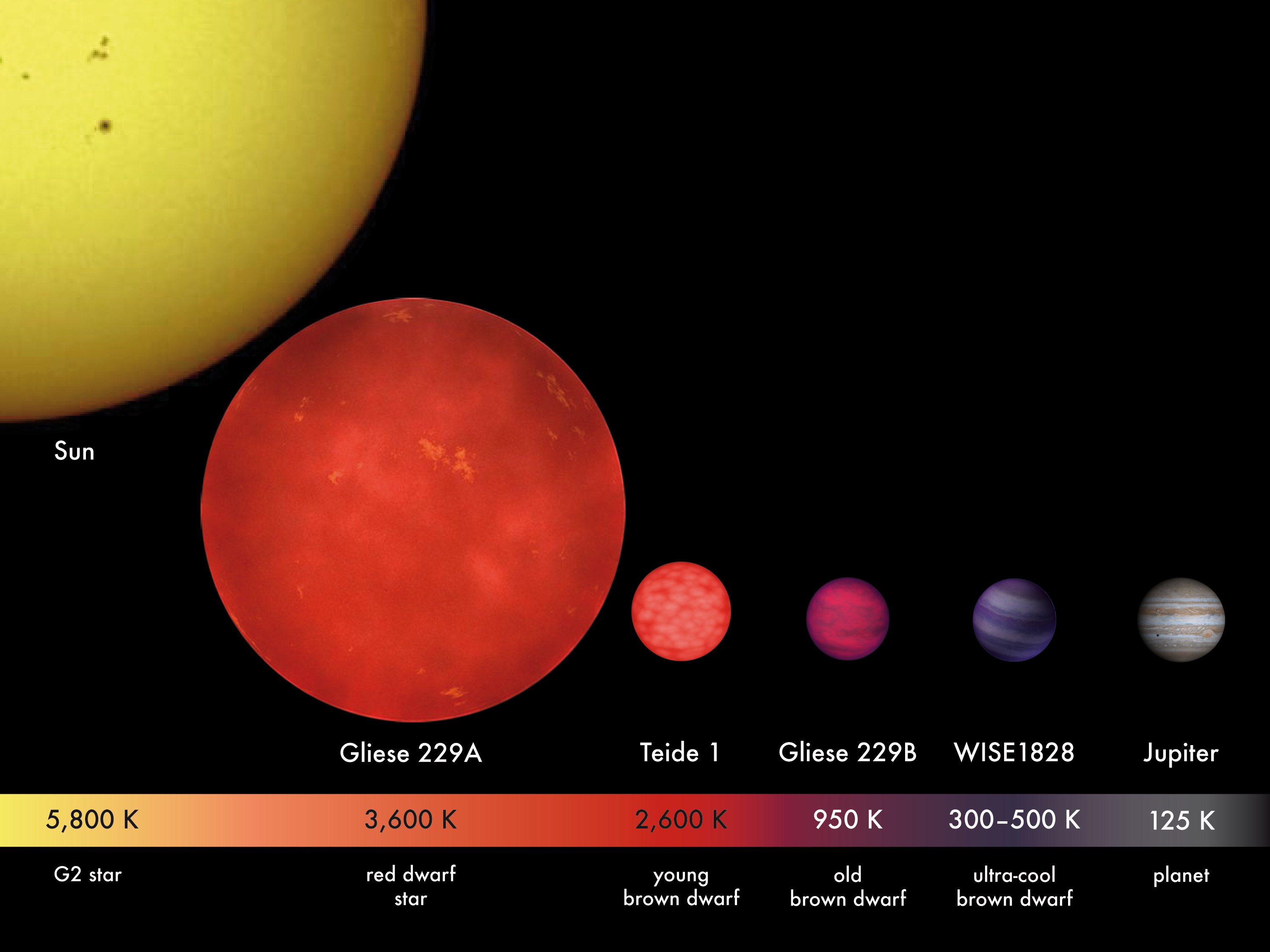
Солнце, красный карлик, коричневые карлики и Юпитер

Коричневые карлики (или бурые карлики) — субзвёздные объекты, по физическим характеристикам промежуточные между планетами и звёздами. В отличие от планет, они могут поддерживать термоядерные реакции в своих недрах (см. ниже). Однако в отличие от звёзд, коричневые карлики никогда не достигают мощности энерговыделения в реакциях, достаточной для того, чтобы скомпенсировать затраты на собственную светимость. Из-за этого они вынуждены выделять энергию за счёт сжатия и тускнеть, не выходя на постоянную светимость. Это определяет граничные значения масс коричневых карликов: максимальная масса составляет 0,075 M⊙ (75 MJ) для объектов с солнечным химическим составом, а минимальная принята равной 0,013 M⊙ (или 13 MJ) как минимальная масса для горения дейтерия, хотя эти значения немного меняются в зависимости от химического состава (см. ниже). В связи с этим коричневые карлики иногда называют неудавшимися звёздами.
Иногда используют другое определение, которое отделяет коричневые карлики от планет по происхождению: коричневыми карликами считают объекты, сформировавшиеся подобно звёздам (см. ниже). Согласно этому определению, коричневыми карликами считаются также объекты, сформировавшиеся подобно звёздам, но имеющие массу менее 13 MJ и неспособные поддерживать термоядерные реакции. Напротив, более массивные объекты, сформировавшиеся как планеты, под это определение не подходят и иногда не считаются коричневыми карликами. Однако Рабочая группа по внесолнечным планетам (англ. Working Group on Extrasolar Planets) Международного астрономического союза приняла решение использовать в качестве границы между планетами и коричневыми карликами именно возможность горения дейтерия в объекте. Объекты же, сформированные подобно звёздам, но имеющие меньшую массу, называются субкоричневыми карликами.

### Общие параметры
У самых массивных коричневых карликов светимость в первые миллионы лет жизни не превышает 0,04 L⊙, а температура обычно составляет менее 2800 K. У менее массивных объектов эти значения ещё ниже, кроме того, со временем температура и светимость убывают (см. ниже). Так, например, типичный коричневый карлик массой 0,04 M⊙ и возрастом 1 миллиард лет будет иметь температуру около 1270 K, а светимость ― 2⋅10−5 L⊙, а температура самых холодных из известных составляет 300 K. Коричневые карлики излучают в основном в инфракрасном диапазоне, их видимый цвет — тёмно-красный. Радиусы этих объектов близки к радиусу Юпитера (см. ниже). Как и у звёзд, у некоторых коричневых карликов есть планеты.
Для коричневых карликов характерно быстрое вращение: период вращения некоторых из них составляет около 2 часов, а скорость вращения близка к первой космической скорости — для сравнения, период вращения Юпитера составляет 10 часов. Коричневые карлики, как и звёзды, приобретают такую скорость вращения при формировании, но, в отличие от них, не теряют угловой момент в дальнейшем: их атмосферы не имеют заряда, поэтому коричневые карлики не испытывают магнитного торможения.

### Строение
Центральная температура самых массивных коричневых карликов может доходить до 3⋅106 K. Центральная плотность со временем может достигать 103 г/см3. Для сравнения, у Солнца эти параметры составляют соответственно 1,5⋅107 K и 102 г/см3. При таких условиях в центральных областях могут проходить термоядерные реакции (см. ниже).
При условиях, которые достигаются в ядрах таких объектов, их сжатию с определённого момента препятствует внутреннее давление. Для массивных коричневых карликов оно вызвано электронным вырождением, как в белых карликах — энергия Ферми может более чем на порядок превышать энергию частиц. Для маломассивных коричневых карликов основной вклад в давление вносит кулоновское отталкивание частиц, как в недрах планет. В любом случае, собственное притяжение коричневых карликов уравновешивается давлением вырожденного газа, и, таким образом, радиусы коричневых карликов очень слабо зависят от их масс — как {\displaystyle R\propto M^{-1/8}} и близки к радиусу Юпитера. Водород в их ядрах находится в металлическом состоянии. Также возможно существование коричневых карликов с твёрдыми ядрами, такими как у планет (см. ниже).
Коричневые карлики полностью конвективны, как и самые маломассивные звёзды. Исключение составляют лишь наиболее холодные коричневые карлики, в которых конвекция также играет важную роль, но не распространяется до самой поверхности объекта.
В атмосферах коричневых карликов температуры достаточно низки, в них могут существовать молекулы и формироваться частицы пыли. При температурах менее 2500 K в атмосферах коричневых карликов могут образовываться облака. Вероятно, из-за быстрого вращения коричневых карликов облака должны образовывать узор, подобный тому, который наблюдается у Юпитера, а в атмосферах происходят метеорологические явления, подобные тем, что имеют место у планет-гигантов.

### Нуклеосинтез
Как и в звёздах, в коричневых карликах могут происходить некоторые термоядерные реакции. В первую очередь это горение дейтерия, которое достигается даже в самых маломассивных коричневых карликах и необходимая температура для которого — 5⋅105 K. Достаточно массивные коричневые карлики — c массами более 0,055—0,060 M⊙ также способны поддерживать горение лития, для которого температура в ядре должна составлять не менее 2⋅106 K. Однако дейтерий и литий — достаточно редкие элементы и быстро исчерпываются в реакциях (см. ниже). Самые массивные коричневые карлики, с массами более 0,060—0,065 M⊙ способны достигать центральных температур в 3⋅106 K и сжигать водород в своих недрах, но, в отличие от звёзд, в коричневых карликах горение водорода через небольшой срок после начала прекращается.
| Тип объекта       | Масса (M⊙)  | Термоядерный синтез | Термоядерный синтез | Наличие элементов | Наличие элементов |
| Тип объекта       | Масса (M⊙)  | H → He              | D → He              | Li                | D                 |
| ----------------- | ----------- | ------------------- | ------------------- | ----------------- | ----------------- |
| Звезда            | 0,1―0,075   | Длительный          | Короткий            | Нет               | Нет               |
| Коричневый карлик | 0,075―0,065 | Короткий            | Короткий            | Есть              | Нет               |
| Коричневый карлик | 0,065―0,013 | Нет                 | Короткий            | Есть              | Нет               |
| Планета           | < 0,013     | Нет                 | Нет                 | Есть              | Есть              |

### Распространённость
Из-за невысокой яркости коричневых карликов их обнаружение и определение их распространённости довольно затруднительно. По данным Gaia, в пределах 10 парсек от Земли насчитывается 85 коричневых карликов и три кандидата в коричневые карлики, а звёзд в этой области находится 373. До обнаружения первых коричневых карликов существовала гипотеза, что они могут быть кандидатами на роль барионной тёмной материи во Вселенной, но после их обнаружения и первых оценок их распространённости стало ясно, что они составляют лишь малую часть массы Млечного Пути и не могут составлять значительную долю массы тёмной материи.
Чаще всего коричневые карлики являются одиночными, к двойным системам принадлежит около 20 %. Особенность таких систем состоит в том, что практически во всех из них расстояние между звездой и коричневым карликом составляет более 3 астрономических единиц. В отличие от коричневых карликов, звёзды в двойных системах нередко располагаются близко друг к другу, как и планеты-гиганты к звёздам. Такая особенность получила название «пустыни коричневых карликов».
Начальная функция масс коричневых карликов является продолжением таковой для маломассивных звёзд.

## Наблюдательные особенности
Несмотря на физическую обособленность коричневых карликов от звёзд и планет, отличить эти объекты от коричневых карликов на практике бывает затруднительно, если невозможно измерить массу по орбитальным параметрам в двойных системах. Например, в спектрах коричневых карликов и звёзд нет заметных спектральных особенностей, с помощью которых можно однозначно различать звёзды и коричневые карлики.

### Отличия от звёзд
Так как коричневые карлики и маломассивные звёзды полностью конвективны, химический состав на поверхности таких объектов совпадает с таковым в центральных областях. Таким образом, теоретически, по наличию или отсутствию тех или иных элементов возможно различать звёзды и коричневые карлики.
Так, например, срок сгорания лития уменьшается с ростом массы объекта и в самых маломассивных звёздах составляет около 100 миллионов лет. Значит, наличие этого элемента в более старом объекте будет являться признаком того, что это коричневый карлик, и, напротив, отсутствие лития в более молодом объекте указывает на то, что это маломассивная звезда. Подобная методика получила название литиевого теста (англ. lithium test). Тем не менее, литиевый тест несовершенен, поскольку возраст объекта не всегда возможно определить. Также отличительной чертой достаточно старых коричневых карликов является наличие метана.
Кроме того, самые маломассивные звёзды имеют светимости порядка 10−4 L⊙, следовательно, объекты с меньшими светимостями являются коричневыми карликами. Однако обратное неверно: на ранних стадиях эволюции, пока коричневый карлик сжимается и сжигает дейтерий в недрах, он может быть значительно ярче и его светимость может достигать 0,04 L⊙. Поэтому светимость не всегда однозначно определяет тип объекта.

### Отличия от планет
Радиусы коричневых карликов сопоставимы с радиусами планет-гигантов, но коричневые карлики имеют бо́льшую массу и, следовательно, бо́льшую плотность и ускорение свободного падения. Это позволяет различать планеты и коричневые карлики спектроскопически: например, большее ускорение свободного падения приводит к большей ширине линий поглощения. Кроме того, коричневые карлики могут быть источниками рентгеновского излучения.

## Спектры и классификация
Из-за низкой поверхностной температуры коричневые карлики имеют тёмно-красный цвет, а в их спектрах наблюдаются молекулярные полосы поглощения. В спектральной классификации коричневые карлики относятся к классам M, L, T, Y — от самых горячих к самым холодным. При этом к классам M и L могут относиться не только коричневые карлики, но и звёзды.

### Класс M
Самые молодые и достаточно массивные коричневые карлики имеют относительно высокую температуру — более 2500 K, и относятся к классу M. Внешне они схожи с красными карликами, хотя отличаются большим радиусом, так как ещё не успели сжаться, и относятся к подклассам M7 и к более поздним.
Класс M характеризуется в первую очередь полосами поглощения TiO, а также других молекул: VO, MgH, CaH, CrH, FeH и CaOH. Также наблюдаются линии таких элементов, как Ca II, Mg I, Na I, K I, Rb I, Cs I. Как правило, точный подкласс M определяется по интенсивности полос TiO.
К спектральному классу M относится, например, коричневый карлик Тейде 1 подкласса M8.

### Класс L
К классу L относятся более холодные коричневые карлики: с температурами от 1300 до 2500 K. Достаточно старые звёзды с массами менее 0,085 M⊙ также могут принадлежать классу L. Подклассы L — от самого раннего L0 до самого позднего L8.
В спектрах класса L доминируют линии щелочных металлов: Na I, K I, Rb I, Cs I и иногда Li I. В ранних подклассах L также выражены линии TiO, VO и гидридов, как в классе M; к средним подклассам наибольшей интенсивности достигают линии Na I и K I, а линии TiO и VO практически исчезают. К поздним классам исчезают также линии гидридов, зато появляются линии воды.
Пример коричневого карлика класса L — GD 165B, его подкласс — L4.

### Класс T
К классу T относятся коричневые карлики с температурами от 600 до 1300 K. Предположительно, спектры таких коричневых карликов должны быть похожи на спектры горячих юпитеров — внесолнечных газовых гигантов, расположенных близко к своей звезде. Подклассы T — от T0 до T8.
Отличительная черта коричневых карликов этого класса — полосы поглощения метана, поэтому их также называют метановыми карликами. Кроме полос метана, в спектрах таких объектов также наблюдаются полосы поглощения воды и линии щелочных металлов. Линии CO заметны в спектрах ранних подклассов T, но исчезают к поздним.
К классу T относится, например, Глизе 229 B. Подкласс этого объекта — T7.

### Класс Y
Самые холодные коричневые карлики, с температурами ниже 600 K, относятся к классу Y. Спектроскопически они отличаются от класса T наличием линий аммиака, также в их спектрах сильны линии воды.

Примером коричневого карлика класса Y может служить WISE 1541-2250 подкласса Y0.

Коричневые карлики в художественном представлении
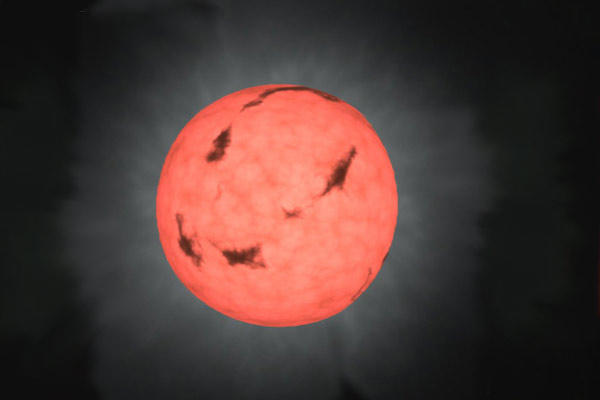
Класс M
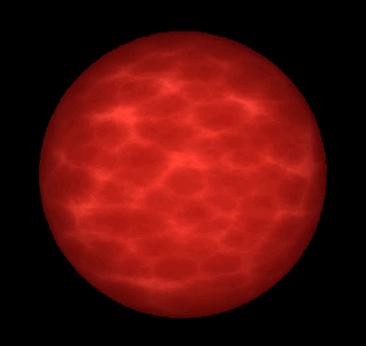
Класс L
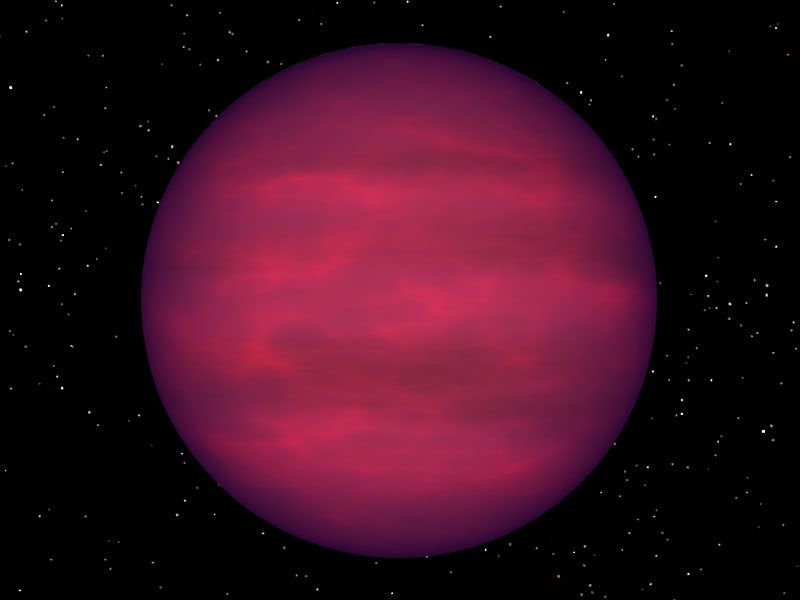
Класс T
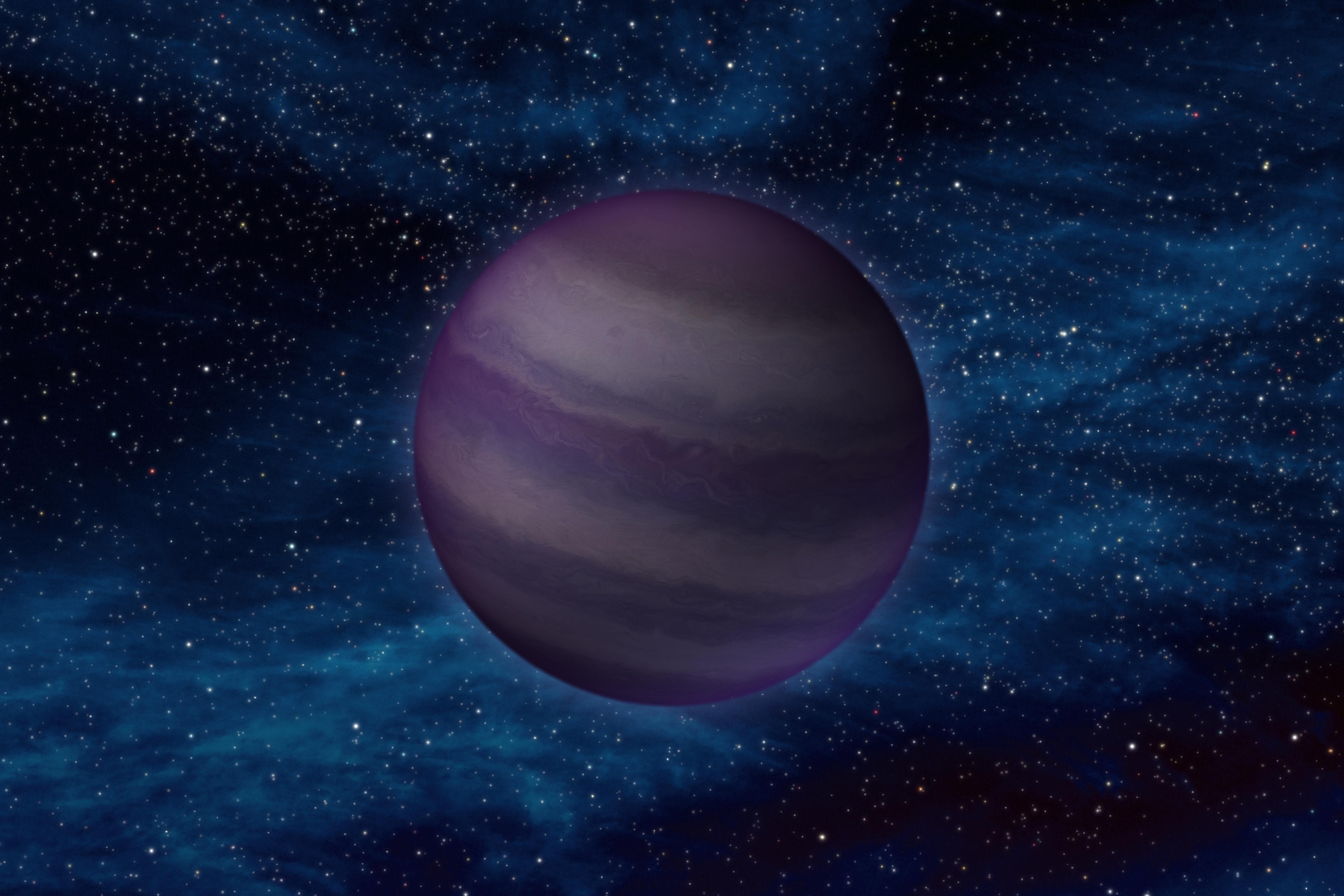
Класс Y

## Эволюция

### Формирование
Коричневые карлики формируются таким же образом, что и звёзды: путём коллапса молекулярных облаков, на что указывает, в частности, наличие аккреционных дисков у некоторых из них. Массы молекулярных облаков, которые могут начать коллапсировать, составляют не менее 103 M⊙, но при сжатии облака фрагментируются, и в результате образуются протозвёзды звёздных масс. Теоретическая нижняя граница массы объекта, который может так сформироваться — 1—5 MJ, но реальный механизм, который приводит к обособлению объектов с массами коричневых карликов и маломассивных звёзд, до сих пор не вполне понятен. Существуют различные теории, которые призваны объяснить это явление, в их основе могут лежать следующие идеи:
- Приливные силы внутри облака и высокая скорость движения протозвёзд в нём мешают маломассивным протозвёздам собрать всю массу своего фрагмента путём аккреции;
- Тесные сближения протозвёзд приводят к тому, что некоторые из них выбрасываются из области звездообразования и преждевременно прекращают аккрецию;
- Ионизирующее излучение OB-звёзд уносит аккрецирующие оболочки маломассивных протозвёзд;
- Турбулентность в облаке приводит к выделению фрагментов различных масс, наименьшие из которых имеют массы коричневых карликов и маломассивных звёзд.

Многие наблюдаемые параметры, такие, как начальная функция масс или распространённость двойных систем одинаково хорошо предсказываются этими сценариями. Тем не менее, наиболее вероятным сценарием образования коричневых карликов представляется основанный на последней гипотезе — на это указывают такие факты, как возможность формирования коричневых карликов в разделённых двойных системах и в изоляции, а также независимость распространения этих объектов от наличия поблизости OB-звёзд. Тем не менее, вероятно, остальные сценарии также приводят к формированию коричневых карликов.
Также существует и другая теория: что коричневые карлики могут образовываться в массивных околозвёздных дисках, как и планеты, а затем выбрасываться в окружающее пространство. Этот сценарий описывает формирование объектов небольшой массы, которые могут иметь твёрдое ядро и также способны в дальнейшем поддерживать горение дейтерия, если их масса превышает приблизительно 13 MJ.

### Дальнейшая эволюция

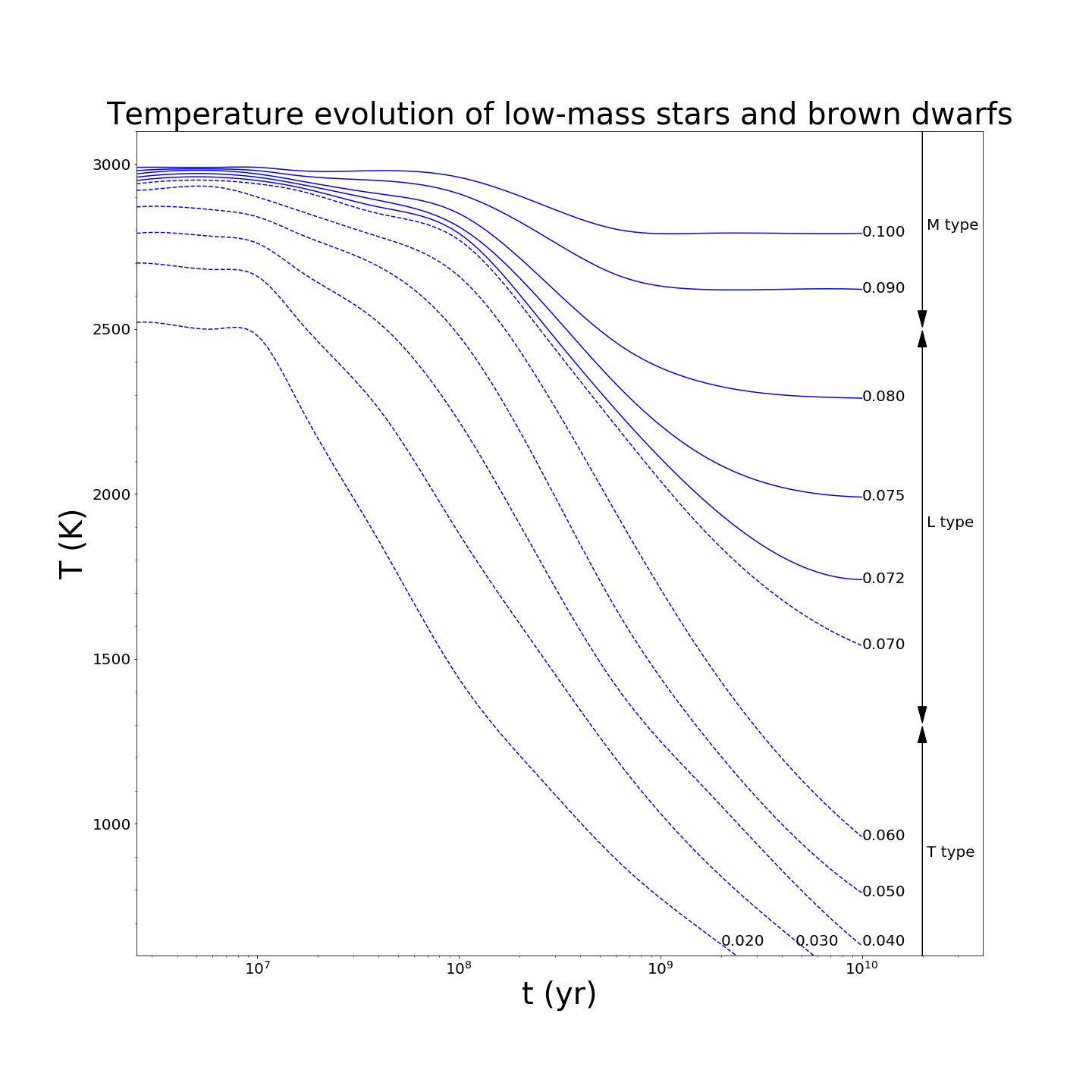
Изменение температуры и спектрального класса со временем у коричневых карликов и маломассивных звёзд. Коричневым карликам соответствуют пунктирные линии, число у каждой линии — масса в

В определённый момент и в звёздах, и в коричневых карликах начинаются термоядерные реакции. Первой такой реакцией становится горение дейтерия: в самых массивных коричневых карликах оно длится 4 миллиона лет, а в наименее массивных — 50 миллионов лет. Предельная масса для этой реакции принята равной 13 MJ, однако граница не является строгой: в зависимости от массы, коричневые карлики могут расходовать разную долю имеющегося дейтерия. Кроме того, с ростом металличности предельная масса уменьшается, и её оценки с учётом этого могут иметь значения от 11 до 16 MJ.
Во время горения дейтерия радиус и светимость коричневых карликов, как и звёзд, остаётся практически неизменной, а горение дейтерия компенсирует значительную часть затрат энергии на светимость: например, в коричневом карлике массой 0,04 M⊙ возрастом 3 миллиона лет мощность энерговыделения в ядерных реакциях составляет 93 % от его светимости.
После исчерпания дейтерия коричневые карлики и маломассивные звёзды продолжают сжиматься. При этом выделяется энергия, которая тратится на излучение. Светимость при этом уменьшается, температура же может уменьшаться или оставаться практически неизменной. Через какое-то время в объектах, которые становятся звёздами, начинается ядерное горение водорода, которое с определённого момента полностью уравновешивает затраты энергии на излучение. Из-за этого звезда прекращает сжиматься и выходит на главную последовательность ― у самых маломассивных звёзд этот процесс занимает более 109 лет. Предельная масса, при которой происходит переход, называется пределом Кумара и зависит от химического состава: по современным оценкам, она может принимать значения 0,064—0,087 M⊙ (64—87 MJ).
В отличие от звёзд, сжатию коричневых карликов с определённого момента начинает препятствовать вырождение вещества или кулоновское отталкивание (см. выше). До этого момента они неспособны сжаться достаточно сильно, чтобы горение водорода привело объект к равновесию, хотя в принципе самые массивные из них могут некоторое время поддерживать эту реакцию. После того, как сжатие прекращается, коричневый карлик оказывается лишён источников энергии и высвечивает собственную тепловую энергию. Коричневый карлик остывает и тускнеет, превращаясь в чёрный карлик. При этом поздняя эволюция коричневых карликов оказывается сходной с эволюцией белых карликов.
Охлаждаясь со временем, коричневые карлики меняют свой спектральный класс (см. выше). Так, самые молодые и достаточно массивные коричневые карлики, возрастом в несколько миллионов лет и менее, относятся к классу M. Более старые коричневые карлики, в зависимости от массы, относятся к классу L ― маломассивные карлики принадлежат этому классу до возрастов порядка 108 лет, а время нахождения в этом классе достаточно массивных карликов достигает 1010 лет. После этого коричневые карлики переходят в класс T, а затем ― в Y.

## Обитаемость
Коричневые карлики небольшой массы могут иметь подходящие температуры, чтобы на их поверхности могла существовать вода в жидком состоянии. Следовательно, такие объекты могут быть пригодны для жизни, которая использует инфракрасное излучение коричневого карлика. Хотя ускорение свободного падения на этих объектах велико и может на два порядка превышать таковое на Земле, это не исключает возможность развития жизни: некоторые организмы, встречающиеся на Земле, способны выносить такие перегрузки. Отсутствие твёрдой поверхности у коричневых карликов может мешать развитию жизни, но не исключено, что организмы могут, например, плавать в атмосфере. Также препятствовать появлению жизни на коричневых карликах может недостаток калия, кальция и железа, необходимых для хода биологических процессов.
Планеты, которые обращаются вокруг коричневых карликов, могут находиться в зоне обитаемости и быть пригодными для жизни. Для этого коричневый карлик должен быть достаточно массивным — не менее 40 MJ, поскольку маломассивные карлики быстро тускнеют и их планеты оказываются вне зоны обитаемости за время, недостаточное для развития жизни. Кроме того, маломассивные коричневые карлики создают очень мало ультрафиолетового излучения, необходимого для развития жизни.

## История изучения

### До открытия
Предположение о существовании коричневых карликов впервые выдвинул Шив Кумар в 1963 году. С 1958 года Кумар исследовал эволюцию звёзд массой менее 0,1 M⊙ и обнаружил, что существует минимальная масса, при которой звезда способна поддерживать горение водорода: это 0,07 M⊙ для объектов населения I и 0,09 M⊙ для населения II, причём эта оценка практически не изменилась с того времени.
Изначально Кумар предложил называть объекты меньшей массы чёрными карликами, хотя этот термин уже использовался для описания других объектов. Современное название «коричневый карлик» ввела Джилл Тартер в 1975 году: несмотря на то, что цвет этих объектов скорее красный, название «красный карлик» также уже использовалось. Для этих объектов предлагались и другие названия, например, «инфракрасный карлик», «экстремальный красный карлик», но они не распространились.

### Открытие
Систематические поиски коричневых карликов в 1980-х и в начале 1990-х годов долгое время были безуспешными: было найдено несколько кандидатов в коричневые карлики, но ни один из них не был подтверждён. Вплоть до 1994 года существование коричневых карликов подвергалось сомнению и было предметом научных споров. Наконец, в 1995 году были подтверждены независимые открытия первых коричневых карликов:
- Тейде 1 в Плеядах был открыт в январе 1994 года, а к декабрю того же года была определена его достаточно низкая температура. В дальнейшем была подтверждена принадлежность Тейде 1 к Плеядам, и, с учётом небольшого возраста Плеяд выяснилось, что объект с такими параметрами может быть только коричневым карликом. Статья Рафаэля Реболо[англ.] и соавторов с этим открытием была опубликована в Nature 14 сентября 1995 года[55][56].
- PPl 15 — двойной коричневый карлик с компонентами практически равных масс, также находящийся в Плеядах. Этот объект был открыт в 1989 году, а в ноябре 1994 года был получен его спектр. Для проверки, является ли PPl 15 коричневым карликом, был применён литиевый тест (см. выше➤). Эти результаты, полученные Гибором Басри[англ.] с соавторами, были впервые представлены на научной конференции Keck Science Meeting 14 сентября 1995 года, а также опубликованы в Astrophysical Journal[57][58].
- Глизе 229 B — спутник красного карлика Глизе 229 A. Коричневый карлик был открыт в октябре 1994 года при наблюдениях красного, при этом был обнаружен очень красный цвет Глизе 229 B, не характерный для звёзд. В ноябре 1995 года Тадаси Накадзима и соавторы опубликовали статью в Nature об этом открытии[59][60]. Позднее той же группой учёных был исследован спектр Глизе 229 B, в котором были обнаружены линии метана, что указывало на очень низкую температуру объекта и, следовательно, подтверждало, что это коричневый карлик. В декабре 1995 года была опубликована статья Бена Оппенгеймера[англ.] и соавторов в Science, посвящённая этому исследованию[59][61].

Среди этих открытий научным сообществом наиболее быстро и однозначно было принято последнее, и первым подтверждённым коричневым карликом обычно считают Глизе 229 B.

### Дальнейшее изучение
С открытием коричневых карликов были введены спектральные классы L и T. Первоначально не были известны карлики холоднее класса T, но был сделан вывод, что в спектрах более холодных карликов должны быть видны спектральные линии аммиака. Для них был выделен класс Y, первым открытым объектом этого класса стал WD 0806-661 B, открытый в 2011 году, хотя его масса составляет лишь около 7 MJ.
После открытия коричневых карликов улучшались и теоретические модели этих объектов. В частности, была подробнее описана их внутренняя структура с учётом более точного уравнения состояния вещества в них и были разработаны более точные модели их атмосфер, учитывающие, среди прочего, наличие пыли и облаков. В результате были получены более детальные модели эволюции коричневых карликов.
Открытию большого числа коричневых карликов поспособствовали обзоры неба в инфракрасной области спектра, такие как DENIS, 2MASS и SDSS, а также UKIDSS. Большое количество холодных коричневых карликов было открыто космическим инфракрасным телескопом WISE. По данным на 2019 год, известно более 11 тысяч коричневых карликов.

### Комментарии
1. 1 2  При массе более 0,055—0,060 M⊙ — только в начале.
2. ↑  Римская цифра после обозначения элемента означает его степень ионизации. I — нейтральный атом, II — однократно ионизованный элемент, III — дважды ионизованный, и так далее.